# Melica subflava
Melica subflava är en gräsart som beskrevs av Zhen Lan Wu. Melica subflava ingår i släktet slokar, och familjen gräs. Inga underarter finns listade i Catalogue of Life.